# Колеж патафізики
Колеж патафізики (фр. Collège de 'Pataphysique) — міжнароджне співтовариство письменників, перекладачів, істориків літератури, художників, музикантів, режисерів театру та кіно, створене в 1948 році в Парижі як пародія на наукове товариство зі своїми секціями, комісіями, підкомісіями та церемоніями. Предметом вивчення проголошувалася так звана патафізика, а символічним патроном колежу виступав Альфред Жаррі — саме фах протагоніста його роману «Дії та думки доктора Фаустролля, патафізика» дав назву спільноті.

## Діяльність
Колеж має власний календар, випускає «Зошити», «Досьє» та інші видання, на сторінках яких публікуються архівні тексти Жаррі та праці про нього, а також твори членів Колежа та авторів, яких вони вважають до них близькими. У різні роки членами Колежа були:
(у дужках рік вступу)
- Фернандо Аррабаль (1990)
- Енріко Бадж (2001)
- Жан Бодрійяр (2001)
- Гевін Браєрс (2001)
- Ватанабе Кадзуо (1965)
- Боріс Віан (1953)
- Жан Дюбюффе (1958)
- Марсель Дюшан (1953)
- Ежен Йонеско (1957)
- Ремон Кено (1950)
- Рене Клер (1957)
- Сиріл Коннолі (1962)
- Мішель Леріс (1957)
- П'єр Мак-Орлан (1968)
- Брати Маркси (1953)
- Жуан Міро (1979)
- Жак Превер (1953)
- Ман Рей (1963)
- Едоардо Сангвінетті (2001)
- Каміло Хосе Села (2001)
- Даріо Фо (2001)
- Умберто Еко (2001)
- Моріс Корнеліс Ешер (1962)
- Макс Ернст (1953)

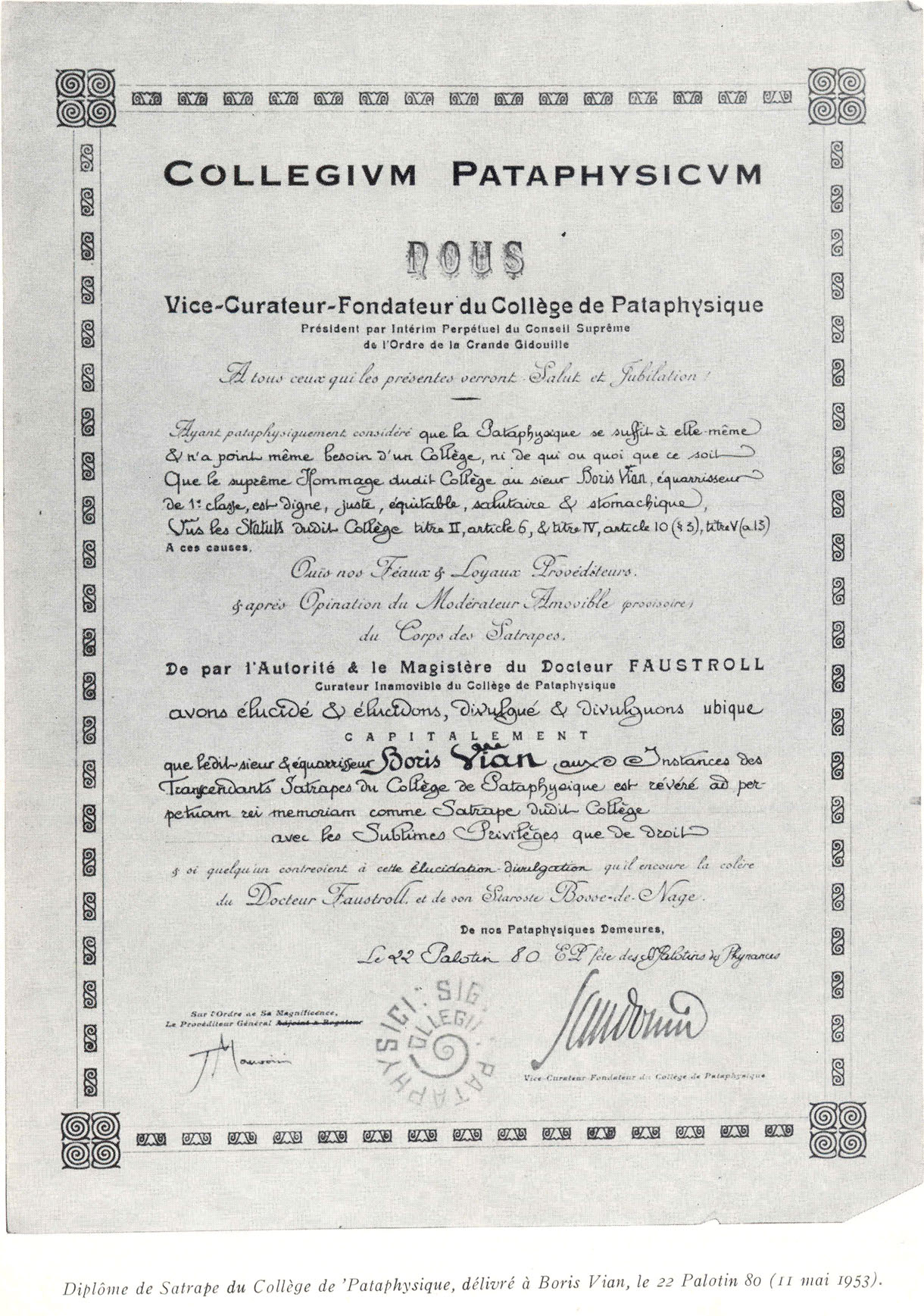
Диплом Колежа, вручений Борису Віану

У 1975–2000 роках Колеж не робив публічних акцій, з 2001 вони відновилися. Колеж має закордонні відділення у Буенос-Айресі, Лондоні, Мілані та Римі, а також спирається на підтримку груп активістів у США, Нідерландах та інших країнах. Літературна група УЛІПО є однією з комісій Колежа.